# Kwiyogero
Kwiyogero är ett vattendrag i Burundi.   Det ligger i provinsen Ruyigi, i den centrala delen av landet, 120 kilometer öster om huvudstaden Bujumbura.
I omgivningarna runt Kwiyogero växer huvudsakligen savannskog. Runt Kwiyogero är det ganska glesbefolkat, med 32 invånare per kvadratkilometer.